# Christian Früchtl
Christian Früchtl (Bischofsmais, 28 gennaio 2000) è un calciatore tedesco, portiere del Lecce.

## Carriera

### Club
Cresciuto nel settore giovanile del Bayern Monaco, debutta con la seconda squadra dei bavaresi il 15 agosto 2017, in occasione dell'incontro di Regionalliga pareggiato per 2-2 contro il Garching. Non riuscendo a trovare spazio in prima squadra, il 7 agosto 2020 viene ceduto in prestito al Norimberga, in seconda divisione, dove però non riesce a disputare alcun incontro ufficiale. Rientrato alla base, il 23 settembre 2021 prolunga il suo contratto con il Bayern fino al 2023. Il 14 maggio 2022 esordisce in prima squadra, disputando l'incontro dell'ultima giornata di Bundesliga pareggiato per 2-2 contro il Wolfsburg, subentrando all'81' a Manuel Neuer.
Il 15 giugno 2022 viene acquistato a titolo definitivo dall'Austria Vienna, firmando un contratto triennale. Scelto come portiere titolare, totalizza 79 presenze in due stagioni. 
Il 25 giugno 2024 viene ufficializzato il suo passaggio a titolo definitivo al Lecce, in Serie A, con contratto triennale più opzione per due ulteriori stagioni. Esordisce con i giallorossi il 24 settembre seguente, nella sfida di Coppa Italia persa per 0-2 in casa contro il Sassuolo.

### Nazionale
Ha giocato in tutte le nazionali giovanili tedesche comprese tra l'Under-15 e l'Under-20.

## Statistiche

### Presenze e reti nei club
Statistiche aggiornate al 24 settembre 2024.
| Stagione                | Squadra                 | Campionato              | Campionato | Campionato | Coppe nazionali | Coppe nazionali | Coppe nazionali | Coppe continentali | Coppe continentali | Coppe continentali | Altre coppe | Altre coppe | Altre coppe | Totale | Totale |
| Stagione                | Squadra                 | Comp                    | Pres       | Reti       | Comp            | Pres            | Reti            | Comp               | Pres               | Reti               | Comp        | Pres        | Reti        | Pres   | Reti   |
| ----------------------- | ----------------------- | ----------------------- | ---------- | ---------- | --------------- | --------------- | --------------- | ------------------ | ------------------ | ------------------ | ----------- | ----------- | ----------- | ------ | ------ |
| 2017-2018               | Bayern Monaco II        | RL                      | 20         | -17        |                 | -               | -               |                    | -                  | -                  |             | -           | -           | 20     | -17    |
| 2018-2019               | Bayern Monaco II        | RL                      | 17         | -11        |                 | -               | -               |                    | -                  | -                  |             | -           | -           | 17     | -11    |
| 2019-2020               | Bayern Monaco II        | 3L                      | 27         | -46        |                 | -               | -               |                    | -                  | -                  |             | -           | -           | 27     | -46    |
| 2020-2021               | Norimberga              | 2L                      | 0          | 0          | CG              | 0               | 0               |                    | -                  | -                  |             | -           | -           | 0      | 0      |
| 2021-2022               | Bayern Monaco II        | RL                      | 7          | -11        |                 | -               | -               |                    | -                  | -                  |             | -           | -           | 7      | -11    |
| Totale Bayern Monaco II | Totale Bayern Monaco II | Totale Bayern Monaco II | 71         | -85        |                 | -               | -               |                    | -                  | -                  |             | -           | -           | 71     | -85    |
| 2021-2022               | Bayern Monaco           | BL                      | 1          | 0          | CG              | -               | -               | UCL                | -                  | -                  | SG          | -           | -           | 1      | 0      |
| 2022-2023               | Austria Vienna          | BL                      | 32+2       | -52 + -1   | CA              | 3               | -3              | UEL+UECL           | 2+5                | -6 + -11           |             | -           | -           | 44     | -73    |
| 2023-2024               | Austria Vienna          | BL                      | 29+3       | -29 + -2   | CA              | 0               | -0              | UECL               | 4                  | -7                 | -           | -           | -           | 36     | -38    |
| Totale Austria Vienna   | Totale Austria Vienna   | Totale Austria Vienna   | 61+5       | -81 + -3   |                 | 3               | -3              |                    | 11                 | -24                |             | -           | -           | 80     | -111   |
| 2024-2025               | Lecce                   | A                       | 0          | 0          | CI              | 1               | -2              | -                  | -                  | -                  | -           | -           | -           | 1      | -2     |
| Totale carriera         | Totale carriera         | Totale carriera         | 138        | -169       |                 | 4               | -5              |                    | 11                 | -24                |             | -           | -           | 153    | -198   |

## Palmares

### Club

#### Competizioni nazionali
- 3. Liga: 1

Bayern Monaco II: 2019-2020
- Campionato tedesco: 1

Bayern Monaco: 2021-2022